# 킹 압둘라 스포츠 시티

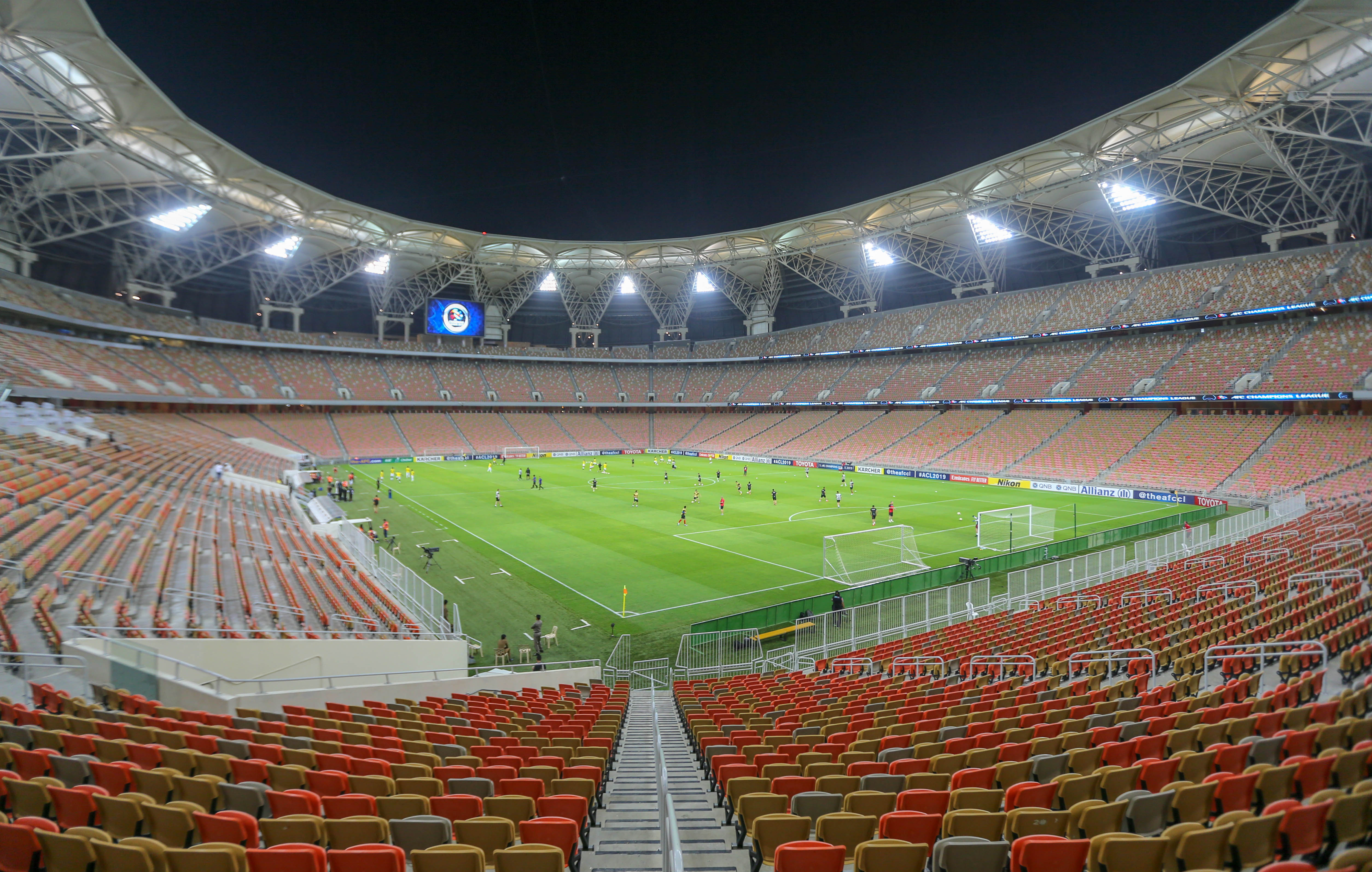
킹 압둘라 스포츠 시티

킹 압둘라 스포츠 시티(영어: King Abdullah Sports City)는 사우디아라비아 지다에 위치한 축구 전용 경기장이다.